# Francesco Coradini
Francesco Coradini (Arezzo, 17 febbraio 1881 – Sesto Fiorentino, 24 agosto 1972) è stato un musicista, musicologo e presbitero italiano.

## Biografia
Nacque ad Arezzo il 17 febbraio 1881. Ordinato sacerdote il 15 agosto 1903, appassionato di musica, seguì gli insegnamenti di monsignor Raffaele Casimiri, di cui nel 1908 prese il posto come maestro di cappella nella Cattedrale di Perugia. Nel 1916 si diplomò in composizione presso il Pontificio Istituto di Musica Sacra di Roma avendo in commissione, tra gli altri, Casimiri e Refice, dopo aver ottenuto anche il diploma in canto gregoriano. Considerato modernista dal Vescovo di Arezzo Giovanni Volpi, fu costretto a svolgere fuori diocesi la sua attività di compositore, organista e direttore di coro, richiesto da più parti. Di particolare rilievo il suo impegno ad Anagni, dal 1912 al 1915, come maestro di cappella della Cattedrale e del Seminario. Ad Anagni, tra i pueri cantores, ebbe Luigi Colacicchi, che diverrà valente compositore e che mostrò sempre grande ammirazione e riconoscenza nei suoi confronti.
Nel 1916 monsignor Casimiri lo chiamò come organista e come suo vice-maestro nella Basilica di San Giovanni in Laterano fino al 1920, anno in cui venne richiamato ad Arezzo dal nuovo vescovo Emanuele Mignone, che lo nominò maestro di cappella della Cattedrale. Per oltre quarant'anni Coradini svolse la sua opera nella diocesi aretina, dimostrando doti di compositore, maestro di coro e musicologo, nonché studioso di storia e arte sacra.
Nel 1920 fondò la Schola Cantorum "Paolo Aretino" e rinnovò quella del Seminario, secondo i principi della riforma ceciliana e del Motu Proprio del 1903 di Pio X, che trasformarono profondamente la musica sacra, dandole nuova dignità liturgica con la riscoperta della polifonia e del gregoriano dopo il dominio del melodramma. Carlo Spaziani scrisse di Coradini che «egli è da porsi, con Perosi, Casimiri, Refice e Tebaldini, nella schiera dei primi restauratori del canto sacro in Italia». 
Non è un caso che ad Arezzo sia sorto il Concorso polifonico Guido d'Arezzo (1952), il più importante nel suo genere a livello mondiale. Il seme era stato gettato dal maestro Coradini; ad Arezzo erano 30 anni che si faceva ormai polifonia.
Nel 1962, dopo la morte di monsignor Mignone, si ritirò a vita privata nell'Istituto San Giuseppe di Sesto Fiorentino. Morì il 24 agosto 1972, mentre il Gruppo Polifonico che portava già il suo nome vinceva il Concorso Polifonico Internazionale, nella sezione del Canto Gregoriano. Il Gruppo Polifonico "Francesco Coradini", fondato nel 1967 dal maestro Fosco Corti, allievo del Coradini, era già stato vincitore di numerosi concorsi internazionali, a partire dalla sua prima uscita nel 1968.

## L'opera
Numerose e di grande valore le composizioni corali del maestro Coradini, tra cui la messa Assumpta est, i mottetti Alleluia! In Nativitate Domini, Improperium, Anima Christi, Victimae Paschali laudes, i due introiti Ecce Sacerdos magnus, l'antifona Ave Spes nostra dedicata alla Madonna del Conforto, e i numerosi Tantum ergo. Poco numerosa, ma di pregio, la produzione organistica, con ingressi, offertori, elevazioni, comunioni e finali.
Molto belle le sue laudi popolari in italiano, che secondo Ernesto Teodoro Moneta Caglio «hanno prevenuto di almeno 60 anni il Concilio Vaticano II», tra le quali Di gelida notte, Ave Maria purissima e Bianca Regina, fulgida, l’inno religioso della diocesi aretina. 
Sulla base del motto «Che il popolo canti!» Coradini si impegnò inoltre personalmente a fondare gruppi corali in tutta la diocesi, e a stimolare i sacerdoti, molti dei quali erano stati suoi allievi in Seminario, tra cui Fosco Corti e l'organista Athos Bernardini. 
La sua produzione musicale, solo in piccola parte pubblicata, comprende ben dieci volumi manoscritti. Nel 1922 la sua Messa da Requiem in do minore vinse il concorso nazionale per il centenario della morte di Antonio Canova e venne eseguita a Possagno, patria dell'artista.
Coradini fu anche musicologo e paleografo e a lui si devono i migliori studi sui musicisti aretini e sulle scuole musicali della città, dal XV al XIX secolo. Brillante critico musicale, scrisse per le più importanti riviste di musica sacra, dal Bollettino ceciliano alle Note d'archivio per la storia musicale, nonché per la Rivista musicale italiana. Fu anche collaboratore dell'Enciclopedia cattolica per alcune voci musicali (1949-54). Preziose le sue trascrizioni ed edizioni di documenti del celebre e antichissimo archivio vescovile aretino. 